# 리자 테츠너

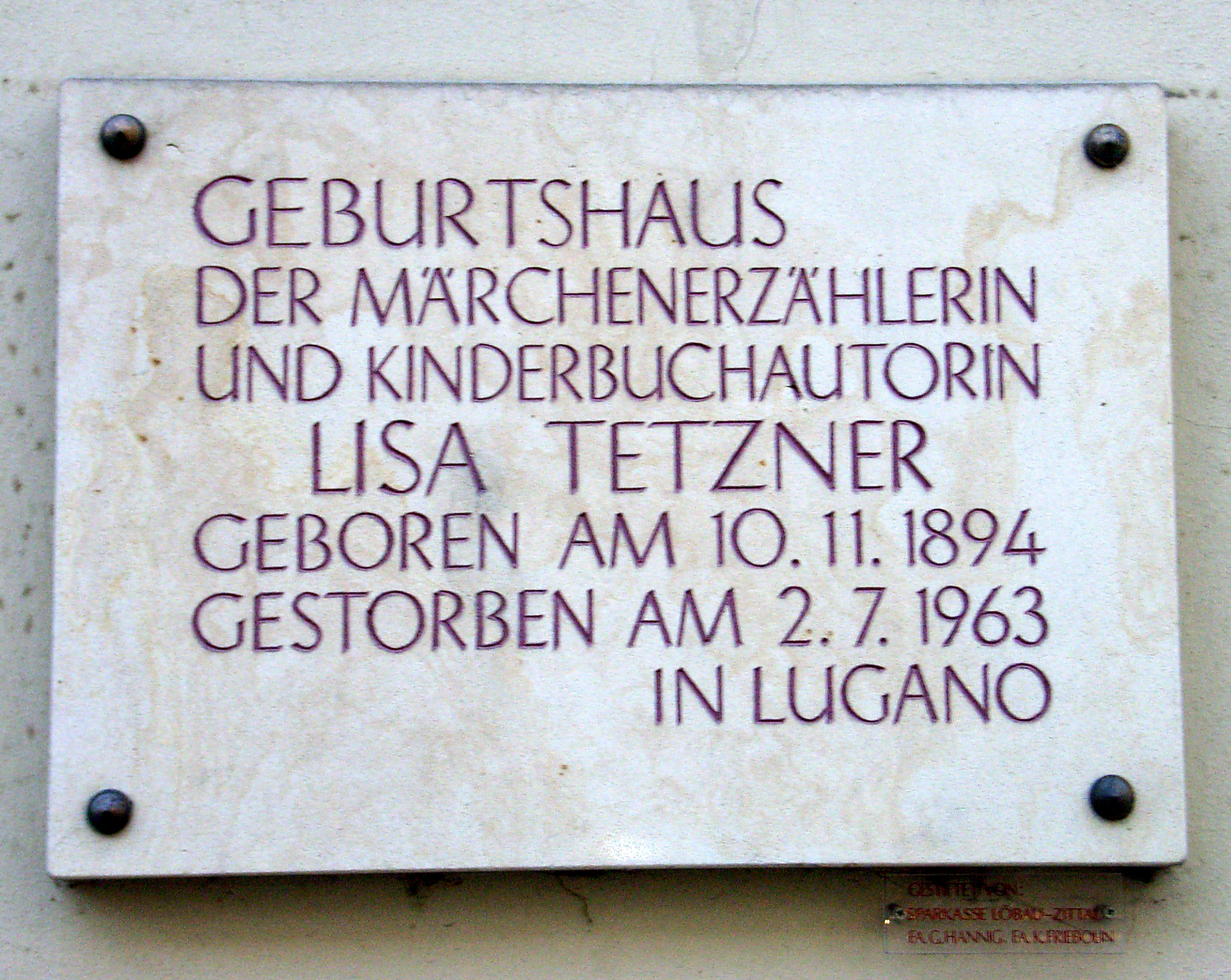

리자 테츠너(독일어: Lisa Tetzner, 1894년 11월 10일 ~ 1963년 7월 2일)는 독일 태생의 스위스 아동 문학가이다. 1924년에 그녀는 유대인 공산주의자인 커트 헬트와 결혼했다. 그들은 나치즘을 피하기 위해 스위스로 망명했고, 1948년에 스위스 국적을 얻었다. 그녀의 작품 검은 형제들은 1941년에 출판되었다. 스위스 정부는 전시 독일 정부에 적대 행위를 하는 것을 두려워하는 그녀의 일을 검열했다.